# Hornpipe (Blasinstrument)
Hornpipe (englisch), Hornpfeife, ist im engeren Sinn ein historisches  Holzblasinstrument, das vom Mittelalter bis ins 18. Jahrhundert auf den Britischen Inseln verbreitet war. Sein Ton wurde durch ein idioglottes Einfachrohrblatt erzeugt. Die Hornpipe hatte ein zylindrisches Schallrohr aus Holz, Pfahlrohr oder Knochen, in das Grifflöcher gebohrt waren. Am unteren Ende des Schallrohrs war ein Schallbecher aus Tierhorn angebracht, nach dem das Instrument seinen Namen hat. Das Rohrblatt am oberen Ende konnte von einer Windkapsel aus Horn (oder Holz) überdeckt sein. Der Klang war kräftiger und etwas runder als bei Einfachrohrblattinstrumenten ohne Schalltrichter.
Nach dem Instrument ist der Tanz Hornpipe benannt, wahrscheinlich weil er ursprünglich von Hornpipes begleitet wurde.
Im weiteren Sinn werden alle Einfachrohrblattinstrumente mit einem Schalltrichter aus Horn als Hornpipe oder Hornpfeife bezeichnet. Dieser Typ war nicht nur in Großbritannien, sondern in weiten Teilen Europas und vom Maghreb bis nach Indien verbreitet. Seit der frühen Neuzeit ging das Verbreitungsgebiet stark zurück. Es sind auch zwei parallel verbundene Pfeifen mit zwei separaten oder einem gemeinsamen Schallbecher bekannt.

## Verbreitung

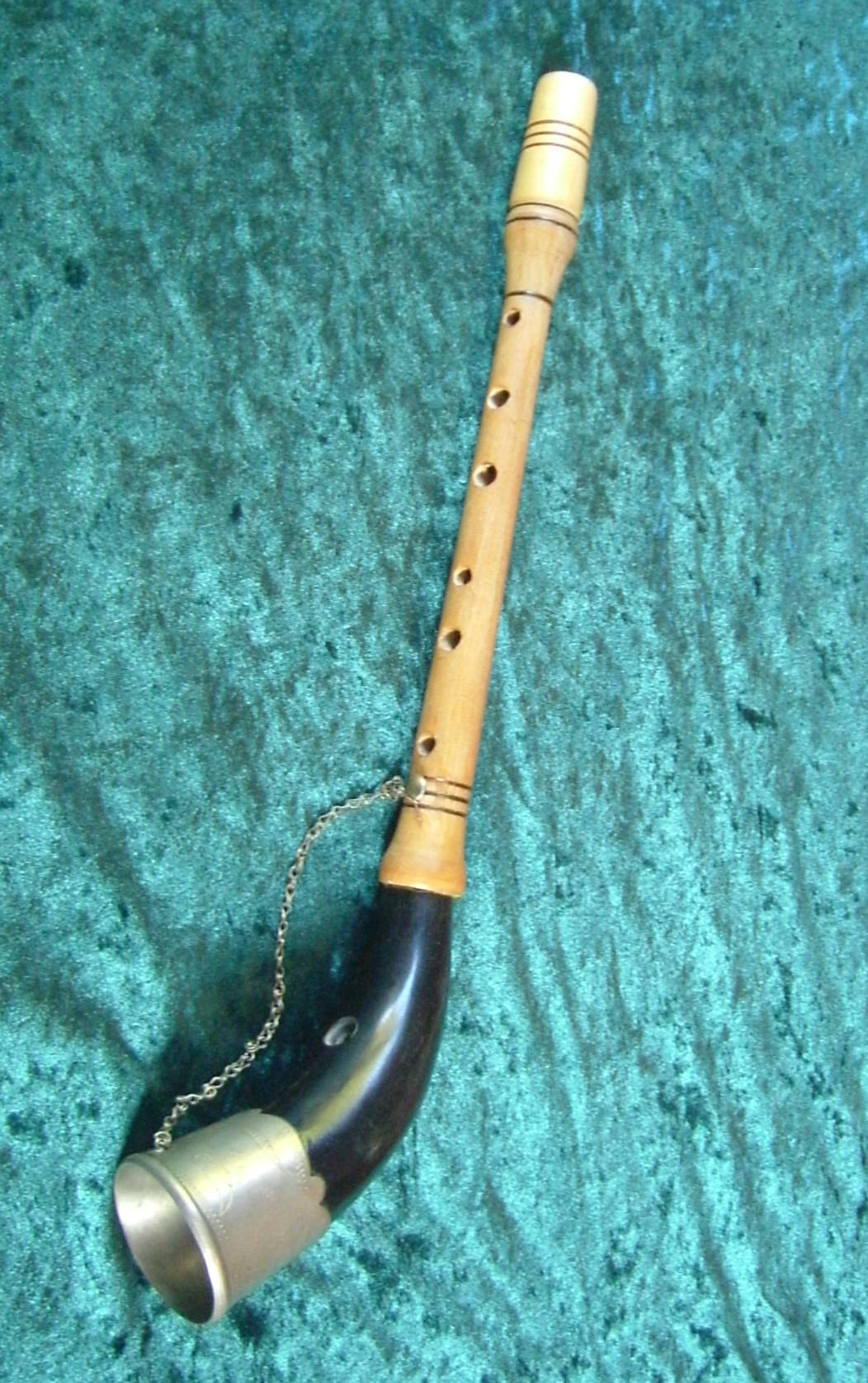
Rischok aus der Ukraine, Windkapsel aus Holz

Da sich von den britischen Hornpipes die Instrumente in Schottland und Wales am längsten erhalten haben (vgl. Pibgorn), gilt die Hornpipe vielen als typisch keltisch. Tatsächlich waren und sind Hornpfeifen in vielen Regionen und Kulturen verbreitet. Bis in die Gegenwart haben sich folgende Instrumente erhalten:
- Albogue (Spanien)
- Alboka (Baskenland)
- Bena cun corru (Sardinien)
- Cialamedda (Korsika, Schalltrichter aus Holz)
- Caramèra/Caramère (Gascogne)
- Drček (Slowakei)
- Erkencho (Argentinien, ohne Grifflöcher)
- Gajdica (Slowakei)
- Magruna/Zam(a)r (Nordafrika)
- Pepa (nordostindischer Bundesstaat Assam)
- Pku (Armenien)
- Ragelis (Litauen)
- Rischok (Ukraine)
- Schaleika (Russland)

Das walisische Pibgorn wurde erst im 20. Jahrhundert wieder belebt, die litauische Birbynė ist eine Weiterentwicklung des traditionellen Ragelis.

## Geschichte
Die Hornpfeifen gehören zu den Einfachrohrblattinstrumenten, deren Geschichte sich bis ins alte Ägypten zurückverfolgen lässt.
Die älteste Darstellung einer Hornpfeife stammt aus minoischer Zeit (Mitte 2. Jahrtausend v. Chr.) von Kreta. Auf einem Sarkophag in Hagia Triada ist ein Spieler mit einem Doppelaulos abgebildet, bei dem eines der Spielrohre einen Horntrichter hat. Die beiden etwa armlangen Rohre werden in gleicher Höhe, fast waagerecht gehalten.
Eine Darstellung der Hallstattzeit stammt aus Százhalombatta (Ungarn), das zum östlichen Hallstattkreis gehört. Eine Figurine (6. Jh. v. Chr.) stellt eine Person dar, die zwei Hornpfeifen in V-Haltung spielt. Auch hier werden die Spielrohre fast waagerecht gehalten. Das linke Spielrohr dieses „Hallstatt-Aulos“ ist etwa um ein Viertel länger als das rechte. Das rechte Rohr hat mindestens Armlänge. Die Spielrohre sind in die hohle Wölbung der Hörner eingeführt, etwa um ein Drittel der Hornlänge vor der Hornspitze.
Bei den griechischen und etruskischen Rohrblattinstrumenten der klassischen Zeit sind keine Hornaufsätze bekannt. In der römischen Kaiserzeit wird die Tibia aufwändig weiter entwickelt (u. a. mit Silberringen zum Öffnen und Verschließen von Grifflöchern, Schallrohre aus Metall oder Elfenbein). Bei der phrygischen Tibia sind die beiden Spielrohre sind verschieden lang und haben unterschiedlich viele Grifflöcher. Eines der Rohre (meist das linke) ist mit einem elymos genannten Horntrichter versehen. Bisweilen ist auch das Rohrende aufwärts gebogen und läuft in einen kleinen Holztrichter aus.

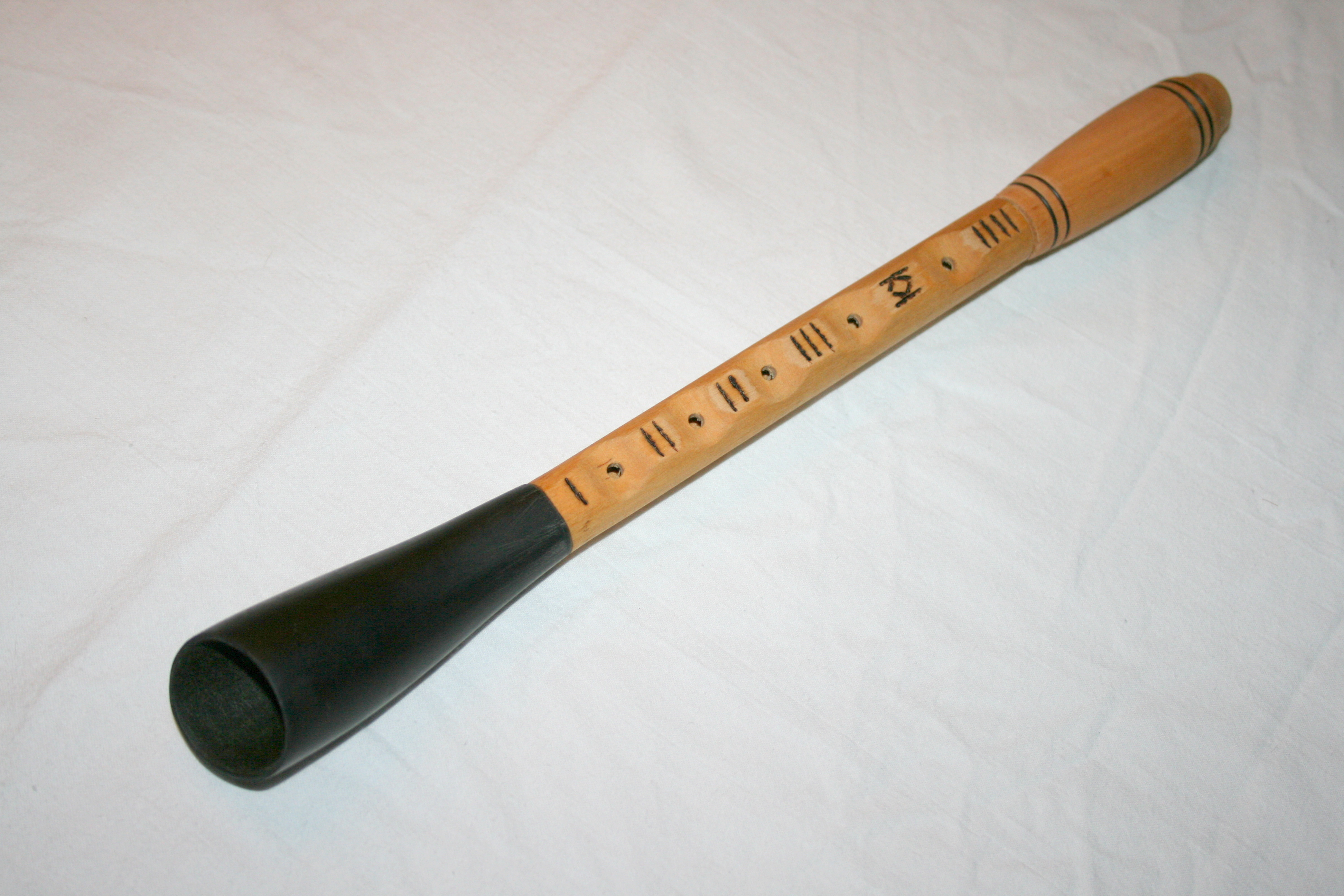
Rekonstruktion des Spielrohres aus Falster (2. Hälfte 11. Jh.), mit Schalltrichter aus Horn und Windkapsel aus Holz

Aus dem frühen Mittelalter fehlen Belege, doch seit dem hohen Mittelalter sind Vorformen der heute noch erhaltenen Hornpfeifen greifbar. Die früheste literarische Erwähnung des Pibgorns findet sich in den Gesetzen Howell des Guten, die zwischen 940 und 950 n. Chr. niedergeschrieben wurden. Die Bezeichnung Albogue findet sich erstmals im Libro de Alexandre aus dem 13. Jahrhundert.
Bei den archäologischen Funden sind oft nur Spielrohre bzw. Fragmente davon erhalten. Die Abgrenzung zu einfachen Chalumeaux (ohne Horntrichter) oder zu Sackpfeifen (mit Hornpfeife als Spielrohr) ist oft nicht mit Sicherheit zu treffen. Es ist auch kein Rohrblatt erhalten oder auf einer Abbildung sichtbar, so dass die Einfachrohrblätter aus dem Vergleich zu rezenten Instrumenten und aus Spielversuchen auf rekonstruierten Instrumenten erschlossen sind.
Im Einzelnen sind knapp ein Dutzend Funde von Spielrohren mit abgeflachtem oder rechteckigem Querschnitt aus dem Nord- und Ostseeraum zu nennen (11. Jahrhundert bis Anfang des 13. Jahrhunderts). Sie haben drei bis sieben Grifflöcher, die oft in quadratischen Aussparungen platziert sind. Dazwischen ergeben sich Stege oder quadratische Flächen, die mit Einkerbungen verziert sind (gekreuzte oder parallele Muster). An drei Funden sind Horntrichter erhalten. Die meisten Fundstücke haben an einem oder an beiden Enden Zapfen, woran Schalltrichter und Windkapseln befestigt werden konnten (aus Horn/Holz, evtl. als Verbindungsstück zum Luftsack einer Sackpfeife).

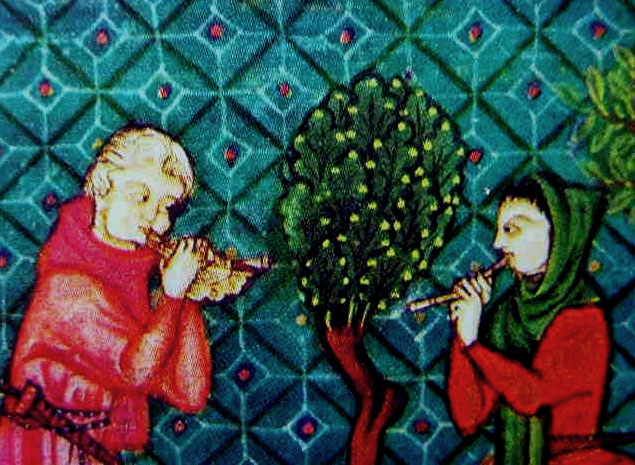
Hornpfeifen aus den Cantigas de Santa Maria, links eine Alboka, rechts einfache Albogue mit schlankem Schalltrichter (vermutl. ohne Windkapsel).

Am bekanntesten sind Funde aus Achlum (undatiert), Lund (undatiert) und Falster (2. Hälfte des 11. Jahrhunderts – „Falsterpiben“). Dass der Typus auch im Süden Europas verbreitet war, zeigen Darstellungen in den spanischen Cantigas de Santa Maria (um 1300 n. Chr.), eine Wandmalerei in Pouzauges aus dem 12. Jahrhundert, sowie eine Skulptur mit Doppelinstrument aus Jugazan (12. Jahrhundert). Diese Instrumente haben starke Ähnlichkeit mit der Caremera aus der Gascogne und dem Pibgorn.
Zu nennen sind auch Darstellungen mit einer Windkapsel aus Horn und ohne Schalltrichter (Champvoux, 12. Jh.; Sainte-Engrace, 12. Jh.).
In der frühen Neuzeit fanden die Einfachrohrblattinstrumente zunächst keine Aufnahme in den aufkommenden Hofkapellen bzw. Orchestern (Chalumeau und Klarinette erst seit dem 18./19. Jahrhundert). Dadurch ging ihre Verbreitung in den meisten Gebieten Europas stark zurück. Der schottische Nationaldichter Robert Burns (1759–1796) musste lange nach einem Exemplar der schottischen Hornpfeife suchen. Dieses „Stock and Horn“ genannte Instrument wurde mit einem losen Rohrblatt gespielt, dass mit den Lippen im Inneren des Schallrohrs gehalten wurde, vgl. Chifla de Campoo. Das Pibgorn wurde zu Beginn des 19. Jahrhunderts nur noch auf der walisischen Insel Anglesey gespielt und war im späten 19. Jahrhundert ausgestorben.
Heute sind die Hornpfeifen, wo sie gepflegt bzw. wiederbelebt wurden, zum Zeichen regionalen Bewusstseins geworden (Baskenland, Wales, Litauen). Im Zuge der experimentellen Archäologie erlangt auch das Musizieren auf rekonstruierten antiken Instrumenten Bedeutung.